# One More Drink
«One More Drink» — сингл Ludacris и T-Pain с альбома Theater of the Mind. Сингл вышел на iTunes 28 октября 2008 года.

## Музыкальное видео
Видео было доступно для скачивания на ITunes Music Store 28 октября 2008 года.

## Чарты
В США «One More Drink» дебютировал на 86 строчке в Billboard Hot 100. Сингл достиг 4-й позиции на Hot Rap Tracks, 15-й на Hot R & B / Hip-Hop Songs и поднялся на 35 строчку Pop 100.
| Чарт (2008)                          | Позиция |
| ------------------------------------ | ------- |
| U.S. Billboard Hot 100               | 24      |
| U.S. Billboard Hot R&B/Hip-Hop Songs | 15      |
| U.S. Billboard Hot Rap Tracks        | 4       |
| U.S. Billboard Pop 100               | 35      |
| Hot Canadian Digital Singles         | 73      |